# 능암초등학교
능암초등학교는 대한민국 충청북도 충주시 앙성면 능암리에 있었던 공립 초등학교이다.

## 연혁
- 1946년 10월 20일 능암국민학교로 설립인가
- 1946년 11월 1일 능암국민학교 1학급 개교
- 1985.03.10 병설유치원 개원
- 1996.03.01 능암초등학교 개칭
- 2006.03.01 병설유치원 휴원
- 2007년 3월 1일 앙성초등학교로 통합